# Filosofia teoretica
(Carlo Sini, cit. in Karl-Otto Apel, Filosofia, Editoriale Jaca Book, 1992, p. 15.)
La filosofia teoretica (dal greco θεωρητικός, derivante da θεωρέω, theōréō, "guardo, osservo", composto da θέα, théa, "spettacolo", e ὁράω, horáō, "vedo") è una branca della filosofia che riguarda ciò che attiene alla teoria o alla teoresi, intendendosi con quest'ultimo termine un'accentuazione del carattere speculativo astratto e l'assenza di ogni riferimento alla pratica.
Come materia di studio accademico, la teoretica tratta i problemi generali concernenti la conoscenza nei suoi aspetti fondamentali e avanza una ricerca metodologica delle teorie generali, simili ma non coincidenti a quelle della metafisica, ossia della realtà nella sua interezza. In questo senso essa si pone antiteticamente alla filosofia pratica, in cui possono rientrare la filosofia morale e lo studio della filosofia nel suo procedere storico, occupandosi piuttosto dei fondamenti teorici della scienza.

## Generalità
La filosofia teoretica può, in un certo senso, essere definita la parte più generale della filosofia. È difficile dare una descrizione esatta dei principali problemi della filosofia teoretica, poiché qualunque descrizione di questo tipo già presuppone l'adesione e la formulazione di una ben precisa impostazione teoretica, come, del resto, qualsiasi tentativo di definire la filosofia e i suoi specifici settori. Certo è che l'altissimo livello di generalità della filosofia teoretica ha ricadute su tutte le altre "aree" della filosofia, perché è proprio il pensiero teoretico che si occupa specificamente della definizione degli ambiti in cui tali "aree" si trovano a operare, e dei metodi che esse devono adottare per risolvere i propri problemi particolari.
In generale, si può indicare che la filosofia teoretica si rivolge al tema fondamentale dei criteri della conoscenza e a quelli della filosofia della scienza, anche se, rispetto a questi due settori, ha uno sguardo più generale. Inoltre, è possibile dire che il compito primo, e tuttora ben lontano dall'esser portato a termine, della filosofia teoretica è definire l'oggetto della filosofia e il metodo della sua ricerca. In questo senso, è possibile differenziarla dalla metafisica, la quale ha sin dall'inizio conosciuto una delimitazione ben precisa del suo ambito di applicazione.

### Definizione
Potremmo quindi definire la filosofia teoretica una "filosofia della filosofia" o anche una "filosofia prima" (ancorché questo epiteto venga sovente ascritto all'opera Metafisica di Aristotele): infatti, fa parte certamente dei suoi compiti trovare una caratterizzazione adeguata del concetto stesso di filosofia, di quali siano i suoi temi specifici e i suoi metodi. Ma proprio su questa caratterizzazione la comunità dei filosofi non ha mai raggiunto il benché minimo accordo e, anzi, è oggi più che mai uno dei problemi più scottanti, sul quale vertono le discussioni. La filosofia va continuamente alla ricerca del proprio compito.
Centrale per molti è il carattere metodologico della filosofia teoretica: essa è più un modo di affrontare certi problemi, un atteggiamento che un uomo assume nei confronti del mondo e di ciò che sappiamo di esso, più che un insieme consolidato di dottrine nelle quali credere, come la scienza naturale, la religione, il diritto o la critica artistica e letteraria.
La pagina principale del sito istituzionale della SIFT (Società Italiana di Filosofia Teoretica) racconta che "La Filosofia Teoretica si caratterizza come una ricerca relativa alle diverse forme e condizioni del rapporto tra l’essere umano e il mondo e può articolarsi come metafisica, ontologia, analisi delle forme della conoscenza e della credenza, elaborazione e discussione critica di teorie della soggettività, della mente, dell’azione, della verità, della vita, del genere, nonché come analisi e discussione di orizzonti storico-concettuali e come interpretazione".
In questo approfondimento "Che cos’è la Filosofia teoretica" Alberto Giovanni Biuso, professore ordinario di filosofia teoretica, spiega efficacemente cosa essa sia.

### Problematiche
In realtà, la migliore definizione che si possa dare di questa "disciplina filosofica" è l'esposizione di alcuni dei suoi principali problemi. Ci sono due questioni centrali che definiscono la filosofia teoretica in senso moderno, le cui prime esposizioni possono trovarsi in autori come Cartesio; esse sono strettamente legate tra loro. La prima è "Qual è la struttura ultima della realtà?"; domanda che può presentare aspetti inerenti alla metafisica; e una risposta positiva a essa potrebbe annoverare caratteri ontologici. La seconda domanda riguarda la possibilità della conoscenza e può essere così formulata: "È possibile conoscere questa struttura ultima?" o, anche, "è possibile una conoscenza autentica, che non sia mera opinione, ma scienza?" È domanda inscrivibile anche riguardo alla teoria della conoscenza, alla gnoseologia.

## Atteggiamenti teoretici
Rispetto a queste domande possono esservi atteggiamenti teoretici differenti da parte dei filosofi: un primo atteggiamento può essere detto dogmatico. Esso argomenta in favore dell'assunzione di una risposta positiva alla prima domanda, dando quindi una certa descrizione della realtà ultima, dalla quale viene ricavata la risposta alla seconda domanda. Oppure, partendo da una qualche certezza ritenuta indubitabile, che costituisce dunque una risposta positiva alla seconda domanda, ricostruiscono da essa una immagine di come realmente è strutturato il mondo. Quest'ultima è la strategia adottata ad esempio da Cartesio, necessaria per affrontare le obiezioni dello scettico.
Un secondo atteggiamento è appunto quello dello scettico. Egli risponde negativamente alla seconda domanda, sostiene cioè che non vi sia mai una vera e propria conoscenza, ma sempre e solo opinione. Per questo si rifiuta di rispondere positivamente alla prima, egli ritiene impossibile per l'uomo conoscere la vera natura delle cose. La struttura ultima della realtà, l'essenza delle cose, è inconoscibile. Questi due tipi di atteggiamento sono in qualche modo riscontrabili in tutta la filosofia, dalle sue origini a oggi. Nella maggior parte degli autori i due atteggiamenti si mescolano in vari gradi, producendo quella varietà di pensiero tipica della filosofia.

### Atteggiamento critico, da Kant in poi
Ma da Kant in poi è nato un nuovo atteggiamento introducendo una serie di elementi rivoluzionari per la filosofia teoretica. Kant attua una vera e propria "rivoluzione copernicana" nel campo della conoscenza filosofica, perché, come Copernico aveva invertito il rapporto tra il Sole e la Terra, così il filosofo tedesco intende ora invertire i rapporti tra soggetto e oggetto della conoscenza. Mentre prima si pensava, in maniera dogmatica, che le forme del soggetto si adattassero passivamente alla natura, col criticismo si inaugura una nuova concezione per la quale è l'esperienza sensibile a venir modellata dalle nostre strutture mentali. Kant, con il suo criticismo, ha introdotto una nuova prospettiva con la quale guardare il problema della conoscenza e, di conseguenza, anche la metafisica. Questi sono alcuni dei principali motivi di novità:
- Sposta l'attenzione della gnoseologia dal problema del rapporto tra idee soggettive e cose oggettive a quello della validità dei giudizi; quali sono i criteri per dire che un giudizio è valido (cioè vero)?
- Viene rifiutata di conseguenza la tradizionale contrapposizione tra il soggetto conoscente e l'oggetto reale, comune sia al dogmatico sia allo scettico.
- L'oggetto della conoscenza non è più una cosa in sé, ma un fenomeno, che appare in una rappresentazione seguendo i principi dell'intelletto puro (cioè i giudizi sintetici a priori).
- La conoscenza non è il rispecchiamento passivo di una realtà predeterminata, essa è una "costituzione" dell'oggetto secondo le regole della ragione a partire da un materiale sensibile dato. In essa l'intelletto ha un ruolo attivo (questa attività è la "spontaneità dell'intelletto" che si contrappone alla natura passiva della sensibilità, la "ricettività").
- La filosofia critica non può descrivere la realtà come è in sé stessa, può invece esporre i principi a priori con cui l'intelletto costituisce il mondo fenomenico.
- Il mondo fenomenico non è un mondo di "mere parvenze", è il mondo di oggetti che tutti conosciamo. In esso i principi dell'intelletto servono a distinguere tra la realtà (empirica) e l'immaginazione.

### La trattazione kantiana dell'esistenza
Particolarmente rilevante per gli sviluppi successivi è la trattazione kantiana del concetto di esistenza. Il fatto che l'esistenza non sia un predicato reale (sfruttato per confutare la prova ontologica dell'esistenza di Dio) può essere considerata un'anticipazione della moderna teoria della quantificazione, sviluppata dalla logica e assai discussa nella filosofia analitica.
D'altra parte nella filosofia continentale Heidegger ha sviluppato il legame rilevato da Kant tra esistenza e temporalità, per superare l'impostazione tradizionale della metafisica e del problema ontologico. Egli propone un sostanziale abbandono del problema della conoscenza e della metafisica come ricerca della struttura ultima della realtà. La filosofia diventa interpretazione dell'esistenza, in particolare dell'esistenza sensata, quella umana. Da Heidegger in poi nella filosofia continentale si parlerà di ermeneutica. Si indicano in generale le principali filosofie che hanno discusso l'eredità kantiana:
- idealismo tedesco e neokantismo;
- positivismo;
- positivismo logico;
- pragmatismo;
- fenomenologia.

## Storia

### La "visione" nel pensiero greco arcaico
La presenza del termine theōréō ("guardo, osservo") nell'etimologia di questa branca della filosofia trova spiegazione nel pensiero di Guido Calogero, che si dedicò in modo particolare ai problemi logici del pensiero antico. Nel 1927 grazie a una borsa di studio Calogero trascorse un lungo periodo presso l'Università di Heidelberg, dove incontrò pensatori come Heinrich Rickert e Raymond Klibansky  e conobbe l'opera di Ernst Cassirer. Avvalendosi delle conoscenze sul pensiero di questi studiosi e dei suoi studi su Aristotele, egli cominciò a definire un concetto di "età arcaica". Mentre Cassirer parlava di un'età mitica dove non si distingueva tra parola e cosa, riferendola al passaggio dal pensiero primitivo a quello razionale adulto, Calogero vi vedeva una "coalescenza arcaica", una specie di fusione di linguaggio, realtà e verità.
Nel primo capitolo del suo libro Storia della logica antica, "La struttura del pensiero arcaico", Calogero espose la sua teoria secondo la quale i Greci avevano una visione della realtà come "spettacolo": la vista era, ed è, infatti, tra i cinque sensi, quello primario per la specie umana, che mette in contatto diretto con il mondo esterno. I Greci, sostiene Calogero, in epoca arcaica non distinguevano dunque tra visibilità, esistenza e pensiero: solo ciò che era visibile esisteva veramente e quindi poteva essere pensato. Questa interpretazione veniva da Calogero e successivamente dallo storico della filosofia antica Gabriele Giannantoni, che la suffragò con una serie di prove indirette:
- il termine "idea" deriva dalla radice "id-" del verbo greco horáō ("vedo"); ancora in Platone l'"idea" è il risultato di una visione, sia pure intellettuale, del mondo dell'iperuranio;
- la forma più antica della letteratura greca è la storia, dal greco istor ("testimone oculare"): lo storico, cioè, può narrare avvenimenti esistenti perché li ha visti con i suoi occhi, mentre, al contrario, colui che narra vicende fantastiche o irreali è anticamente rappresentato come cieco;
- l'architettura greca arcaica privilegia negli edifici la parte frontale, quella più visibile, e lascia non ornati gli altri lati;
- la forma più antica di scultura è il bassorilievo, che della scena rappresentata privilegia la parte visibile allo spettatore, mentre la scultura a tutto tondo è storicamente posteriore.

La religione più antica, quella iniziatica dei misteri, sembra contraddire questa teoria: i misteri, infatti, venivano celebrati in luoghi appartati e la stessa parola richiama il buio, la segretezza. In effetti il termine misteri deriva da mýstos (μύστος), a sua volta derivato dal verbo mýo ("chiudere la bocca e strizzare gli occhi", come si fa appunto per vedere meglio): i mýstoi, cioè, sono quelli che vogliono vedere l'invisibile. Una permanenza di questa indistinzione tra essere e pensiero Calogero la riscontra nei suoi studi sugli eleati, in particolare su Parmenide, il filosofo convinto che pensare ed essere siano la stessa cosa e che non si possa pensare il "non essere".

### Nella filosofia esistenziale
Nella filosofia continentale l'ermeneutica, da Heidegger in poi, è stata un ulteriore salto di qualità rispetto all'atteggiamento critico di Kant, un nuovo atteggiamento teoretico che rifiuta certe ossessioni della filosofia moderna, come il primato del conoscitivo e la ricerca del fondamento della conoscenza.
Si indicano in generale le principali filosofie del secolo XX che hanno trattato questioni di filosofia teoretica, sotto il punto di vista dei problemi esistenziali:
- esistenzialismo;
- post-strutturalismo;
- decostruttivismo.

### Nella filosofia della scienza
La filosofia analitica si pone in continuità con l'impostazione tradizionale della filosofia teoretica, così come si è configurata nell'illuminismo e nel positivismo. La teoria della conoscenza inizia a essere anche epistemologia, filosofia della scienza. Il problema diventa quello delle fonti di validità delle teorie scientifiche, oltre che la ricerca di un metodo per distinguere tra ciò che è o può essere scienza e ciò che non lo è. Karl Popper, ad esempio, cercherà nel suo "falsificazionismo" (vedi falsificabilità) un criterio di demarcazione tra scienza e non-scienza.
Viene inoltre aggiunto un nuovo livello di complessità con la "svolta linguistica", introducendo nel problema della conoscenza e della metafisica il piano del linguaggio. Fu prima di tutto l'emergere della nuova logica per opera di Frege, Bertrand Russell e Ludwig Wittgenstein a portare nella filosofia teoretica la filosofia del linguaggio, arricchendola con nuovi problemi come quello del significato (o senso) e del riferimento (o denotazione) degli elementi che formano il discorso umano. Le nuove potenzialità dell'analisi logica portano un altro nuovo blocco di problemi, trattati dalla filosofia della scienza e dalla filosofia della matematica.
Uno spartiacque importante è la crisi del principio di verificazione (portato avanti dal positivismo logico) avvenuto tra gli anni cinquanta e gli anni settanta del Novecento per opera della cosiddetta Nuova Filosofia della Scienza (rappresentata all'estero da autori come Thomas Kuhn e Imre Lakatos e in Italia da Ludovico Geymonat, Giulio Giorello e Marcello Pera). Da allora si sono riaffermati diversi atteggiamenti teoretici, già presenti nella tradizione rinascimentale e illuminista (che potremmo definire, oltre che post-critici, anche post-verificazionisti) il cui contributo alla filosofia teoretica contemporanea è ancora in corso di evoluzione.
- Realismo
- Empirismo
- Razionalismo
- Filosofia della scienza

## Opere
- Platone, "Dialoghi socratici", "La Repubblica", 390-370 a.C.
- Aristotele, "Organon", "Metafisica" (scritti di logica), 340-330 a.C.
- S.Tommaso d'Aquino, "De veritate" (La verità - da: "Questioni disputate").
- Cartesio, "Discorso sul metodo", Parigi 1637.
- John Locke, "Saggio sull'intelletto umano", Londra 1690.
- Leibniz, "Nuovi saggi sull'intelletto umano", 1705.
- Spinoza, "Ethica, more geometrico demonstrata", Amsterdam 1677.
- David Hume "Trattato sulla natura umana", 1739–40.
- Kant, "Critica della ragion pura" (1781).
- Kant, "Critica della ragion pratica", Könisberg 1788.
- John Stuart Mill, "Sistema di logica deduttiva e induttiva", Londra 1843.
- Heidegger, "Essere e tempo" (1927).
- Piero Martinetti, Introduzione alla Metafisica. Teoria della conoscenza, Marietti, Genova, 1987 (riedizione, prima ed. 1904).
- Giovanni Emanuele Barié, L'io trascendentale, 1948.
- Bertrand Russell, "Storia della filosofia occidentale", TEA, Milano 1991.
- Karl Popper, "Logica della scoperta scientifica", Vienna 1935.
- Thomas Kuhn, "La struttura delle rivoluzioni scientifiche", Chicago 1962.